# L'ipocrita felice
L'ipocrita felice è un racconto di Max Beerbohm. Da esso è stata tratta un'opera teatrale di un atto.

## Trama

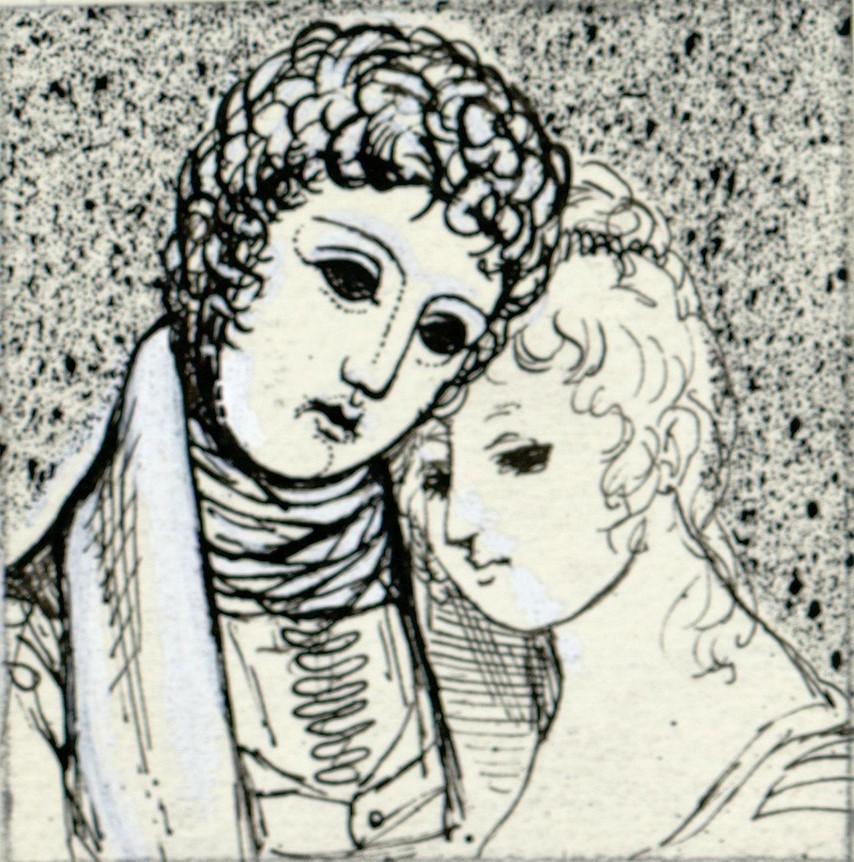
Disegno per copertina di libretto, disegno di Peter Hoffer per L'ipocrita felice (s.d.) - Archivio Storico Ricordi

Narra di Lord George Hell (cioè Giorgio Inferno), un dandy vizioso, libertino e ingannatore che corteggia ogni donna gli si pari innanzi. Durante un viaggio George incontra la ballerina Jenny Mere: un nano, che in realtà è Cupido colpisce con la sua freccia il petto di George, che improvvisamente si innamora di Jenny e le chiede di sposarlo. Lei però rifiuta perché vuole sposare un uomo con il viso di un santo.

## Critica
L'opera una chiara parodia delle opere di Oscar Wilde che al riguardo scrisse a Beerbohm una lettera di apprezzamento.